# Fritzi Löwy
Friederike (Fritzi) Löwy (geboren 18. Oktober 1910 in Wien, Österreich-Ungarn; gestorben 13. März 1994) war eine österreichische  Schwimmerin.

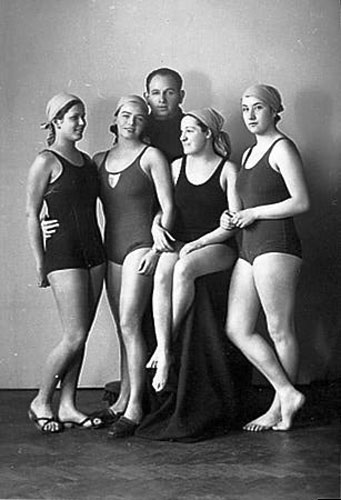
Trainer Zsigo Wertheimer mit Judith Deutsch, Hedy Bienenfeld, Fritzi Löwy und Lucie Goldner

## Leben
Sie war Mitglied des jüdischen Sportvereins SC Hakoah Wien.
Löwy gewann im Freistil 25 Meisterschaften und stellte 1927 den Europarekord über 200 Meter Kraul auf. Im selben Jahr holten sie und ihre Clubkollegin Hedy Bienenfeld bei der Europameisterschaft in Bologna Silber und Bronze. Erst nach mehr als 70 Jahren gelang einem österreichischen Schwimmer, Maxim Podoprigora, wieder ein Erfolg bei Europameisterschaften.
Ende 1939 floh sie nach Italien, nach Einmarsch der deutschen Wehrmacht im September 1943 gelang ihr die Flucht in die Schweiz. Nach Kriegsende emigrierte sie nach Australien, kehrte aber später nach Wien zurück, wo sie als Sekretärin arbeitete.